# Liste Bregenzer Persönlichkeiten
Dieser Artikel stellt eine Liste Bregenzer Persönlichkeiten dar, die entweder in Bregenz geboren wurden oder lange Zeit dort lebten und in der deutschsprachigen Wikipedia mit einem Artikel vertreten sind.

## A
- Anton Amann (1956–2015), Chemiker und Hochschullehrer
- Denise Amann (* 1979), Autorin und Fernsehköchin
- Gert Ammann (* 1943), Kunsthistoriker, Direktor des Tiroler Landesmuseums
- Marie-Luise Angerer (1958–2024), Medien- und Kulturwissenschaftlerin, Hochschullehrerin
- Maria Anwander (* 1980), Künstlerin
- Arno Anzenbacher (* 1940), römisch-katholischer Theologe
- Albert Arbeiter (1927–2023), Musikwissenschaftler, Dirigent, Pianist, Korrepetitor, Musikpädagoge, Gymnasiallehrer, Direktor der Musikschule Bregenz
- Oliver Arno (* 1980), Musicaldarsteller

## B
- Dario Baldauf (* 1985), Fußballspieler
- Ernst Bär (1919–1985), Ingenieur und Leiter der Bregenzer Festspiele
- Karl Bär (1874–1952), Augenarzt, Autor, Gemeinderat und Bürgermeister von Meran
- Markus Barnay (* 1957), Journalist
- Carlo Baumschlager (* 1956), Architekt
- Robert von Bayer (1835–1902), Offizier und Schriftsteller
- Albert Bechtold (1885–1965), Bildhauer
- Gottfried Bechtold (* 1947), Bildhauer
- Hubert Berchtold (1922–1983), Maler und Grafiker
- Burkhard Josef Berkmann (* 1976), katholischer Theologe und Kirchenrechtler
- Franz Bernhard (1934–2000), Landtagsabgeordneter und Landtagsvizepräsident
- Sepp Bildstein (1891–1970), Skispringer
- Roswitha Bitterlich (1920–2015), Malerin, Grafikerin und Dichterin
- Kurt Bracharz (1947–2020), Schriftsteller
- Willibald Braun (1882–1969), Architekt
- Magnus Brunner (* 1972), Politiker (ÖVP) und österreichischer EU-Kommissar
- Richard Bösch (* 1942), Maler
- Karl Heinz Burmeister (1936–2014), Jurist und Historiker
- Sophia Burtscher (* 1990), Schauspielerin

## D
- Hubert Dragaschnig (* 1959), Regisseur, Schauspieler
- Manfred Dörler (1941–2004), Landtagspräsident von Vorarlberg

## E
- Alfred Ebenhoch (1855–1912), Landeshauptmann von Oberösterreich, Ackerbauminister in Wien
- Irmfried Eberl (1910–1948 in Ulm), Arzt und NS-Mörder
- Viktor von Ebner-Rofenstein (1842–1925), Histologe
- Christian Eder (* 1964), Maler und bildender Künstler
- Benjamin Edionwe (* 2002), Handballtorwart
- Richard Edlinger (1958–2005), Dirigent und Komponist
- Klaus Ehrle (* 1966), Leichtathlet
- Klaus Eisterer (* 1956), Historiker
- Benno Elbs (* 1960), römisch-katholischer Bischof von Feldkirch
- Clemens Ender (* 1971), Landtagsabgeordneter
- Otto Ender (1875–1960), Bundeskanzler und Landeshauptmann von Vorarlberg
- Eduard Erne (* 1958), Filmregisseur, Schauspieler und Fernsehjournalist

## F
- Johann Baptist Feßler (1803–1875), Bildhauer
- Miriam Feuersinger (* 1978), Sängerin
- Walter Fink (* 1949), Opernsänger, Kammersänger
- Ivo Frithjof Fischer (1927–2016), Mediziner
- Maria Fliri (* 1973), Schauspielerin
- Marbod Fritsch (* 1963), Künstler
- Josef Froewis (1904–1971), Gynäkologe und Hochschullehrer
- Albert Fuchs (1919–1985), Arzt, Festspielpräsident und Kunstförderer

## G
- Clemens Gangl (* 1993), Handballspieler
- Guntram Gärtner (* 1963), Schachspieler
- Johannes Gasser (* 1991), Politiker (NEOS)
- Markus Gasser (* 1967), Schriftsteller
- Emil Gehrer (1913–1992), Bildhauer
- Roland Gnaiger (* 1951), Architekt
- Filippa Gojo (* 1988), Jazzmusikerin
- Sandro Gotal (* 1991), Fußballspieler
- Georg Grabherr (1946–2022), Ökologe
- August Wilhelm Grube (1816–1884), deutscher Pädagoge und Schriftsteller, lebte und wirkte ab 1861 im Ansitz Schedler
- Daniela Gruber-Pruner (* 1975), Politikerin, Bundesrätin
- Gregor Günther (* 1978), Handballspieler
- Matthias Günther (* 1976), Handballspieler
- Philipp Günther (* 1982), Handballspieler

## H
- Sabine Haag (* 1962), Kunsthistorikerin
- Manuela Hack (* 1965), Politikerin, Abgeordnete zum Vorarlberger Landtag
- Johann Georg Hagen (1847–1930), Jesuit und Astronom
- Peter Hagen-Wiest (* 1977), Koch
- Gebhard Halder (1942–2024), Landespolitiker
- Max Haller (1895–1971), Bautechniker und Politiker
- Maximilian Hammerle (* 1993), Triathlet
- Frank Hartmann (1959–2019), Medienwissenschaftler und Hochschullehrer
- Ralf Patrick Häusle (* 1994), Handballtorwart
- Eugen Heck (1897–1987), deutscher Gymnasiallehrer
- Swetlana Heger (* 1968), Künstlerin
- Peter Herbert (* 1960), Kontrabassist und Komponist
- Lukas Herburger (* 1994), Handballspieler
- Wolfgang Hermann (* 1961), Schriftsteller
- Ernst Hiesmayr (1920–2006), Architekt
- Christian Hirschbühl (* 1990), Skirennläufer

## J
- Augustin Jagg (* 1960), Theaterregisseur
- Anton Jussel (1816–1878), liberaler Advokat und Landeshauptmann Vorarlbergs (1873–1878)

## K
- Elisabeth Kappaurer (* 1994), Skirennläuferin
- Bartle Kleber (1884–1953), österreichischer Maler und Grafiker
- Hugo Kleinbrod (1910–1970), Kaplan
- Sighard Kleiner (1904–1995), 79. Generalabt des Zisterzienserordens
- Reinhard Knittel (* 1960), Theologe, Rektor der Theologisch-Philosophischen Hochschule St. Pölten
- Gebhard von Konstanz, auch Gebhard II. von Bregenz (949–995), Bischof von Konstanz
- Thomas König (* 1964), Sportmoderator
- Martin Kornberger (* 1974), Professor für Ethik
- Ernst August Kramer (* 1944), Rechtswissenschaftler und Hochschullehrer
- Helmut Kramer (1939–2023), Wirtschaftswissenschaftler
- Martina Kraml (* 1956), Religionspädagogin
- Emilie Kraus von Wolfsberg (1785–1845), Geliebte Napoleon Bonapartes (lebte 1824–1828 im Hundsgräfinhaus)
- Fritz Krcal (1888–1983), Maler
- Ursula Krinzinger (* 1940), Galeristin und Kunsthändlerin
- Franz Anton Kuen (1679–1742), Bildhauer des Barock
- Klaus Küng (* 1940), Bischof

## L
- Michael Langer (* 1985), Fußballtorwart
- Ulrike Längle (* 1953), Literaturwissenschaftlerin und Schriftstellerin
- Claudia Larcher (* 1979), Künstlerin
- Kassian Lauterer (1934–2022), Abt der Territorialabtei Wettingen-Mehrerau
- Eugen Leissing (1913–2000), Bundesrat, Regierungsreferent und Landtagsabgeordneter
- Helmut Leite (* 1947), Sportler, Politiker
- Christian Lerch (* 1978), Journalist und Featureautor
- Jakob Lorenz (* 2001), liechtensteinisch-österreichischer Fußballspieler
- Reinhold Luger (* 1941), Künstler, Grafikdesigner

## M
- Dietger Mader (1939–2025), Politiker, Landtagsabgeordneter
- Lukas Mähr (* 1990), österreichischer Segler
- Damian Maksimovic (* 2004), Fußballspieler
- Otto Mallaun (1874–1957), Baumeister und Segler
- Sebastian Manhart (* 1975), Handballspieler und Sportmanager
- Hans-Peter Martin (* 1957), Autor, Journalist, EU-Parlamentarier
- Marko Martinovic (* 1996), Fußballspieler
- Veronika Marte (* 1982), Sonderschulpädagogin und Politikerin
- Alfred ‚Fredy‘ Mayer (1936–2022), Politiker
- Fritz Mayer (1933–1988), Bürgermeister und Landtagsabgeordneter
- Lucas Mayer (* 1983), Handballspieler
- Miguel Mayr (* 2004), Fußballspieler
- Alfred Meißner (1822–1885), deutsch-böhmischer Schriftsteller, wohnte ab 1869 in der Oberstadt
- Jakob Mennel (um 1460–1525), Jurist, Hofgeschichtsschreiber und Genealoge
- Gero von Merhart (1886–1959), Prähistoriker
- Cornelia Michalke (* 1956), Politikerin
- Andreas Mihavecz (* 1960/1961), Überlebensweltrekordhalter
- Samuel Mischitz (* 2003), Fußballspieler
- Hugo von Montfort (1357–1423), Minnesänger des späten Mittelalters
- Veronika Morscher (* 1991), Singer-Songwriterin und Jazzmusikerin
- Wolfgang Mörth (* 1958), Schriftsteller
- Erich Moser (* 1930), Architekt
- Maximilian Moser (* 1997), Fußballspieler
- Albert Müller (1852–1927), Maschinenbauingenieur

## N
- Alois Negrelli von Moldelbe (1799–1858), österreichischer Ingenieur und Pionier des Verkehrsbaus, von 1826 bis 1832 Adjunkt des Bregenzer Kreisingenieurs
- Gerhard Nenning (1940–1995), österreichischer Skirennläufer
- Philipp Netzer (* 1985), Fußballspieler
- Barbara Neumann (* 1974), Schauspielerin
- Alois Niederstätter (* 1955), Historiker; lebt in Dornbirn

## O
- İlber Ortaylı (* 1947), türkischer Historiker
- Patrick Ortlieb (* 1967), Skirennläufer
- Maria Oster (1916–2005), Schriftstellerin

## P
- Franciscus Pappus von Tratzberg (1673–1753), Abt von Mehrerau
- Leon Pauger (* 1998), Triathlet
- Arthur Payr (1880–1937), Architekt
- Jürgen Penker (* 1982), Eishockeytorwart
- Jan Ove Pedersen (* 1968), norwegischer Fußballnationalteamspieler und Trainer
- Patrick Pircher (* 1982), Fußballspieler
- Anton Plankensteiner (1890–1969), Landeshauptmann
- Franz Plunder (1891–1974), Künstler, Bootsbauer und Unternehmer
- Rosa Pohnert-Resch (1886–1978), Künstlerin
- Helmuth Pommer (1883–1967), evangelischer Pfarrer und Volksliedsammler
- Isabel Posch (* 2000), Leichtathletin
- Philipp Preuss (* 1974), Theaterregisseur
- Bernhard Purin (1963–2024), Kulturwissenschaftler
- Hans Purin (1898–1989), Maler
- Hans Purin (1933–2010), Architekt

## R
- Ariane Rädler (* 1995), Skirennläuferin
- Roman Rafreider (* 1969), Fernsehmoderator
- Johann Andreas Rauch (1575–1632), Maler und Kartograph
- Ferdinand Redler (1876–1936), Landeshauptmann
- Karoline Redler (1883–1944), Opfer der NS-Justiz
- Werner Reichart (* 1949), Handelsvertreter und Politiker, Abgeordneter zum Vorarlberger Landtag
- Wilhelm Reichart (1915–1997), Mittelschulprofessor und Politiker, Abgeordneter zum Vorarlberger Landtag
- Franz Xaver Reiner (1790–1837), Kinderarzt
- Michael Ritsch (* 1968), Landespolitiker
- Céline Roscheck (* 1983), Fotomodell
- Karlheinz Rüdisser (* 1955), Politiker der Österreichischen Volkspartei
- Julian Rupp (* 1993), Fußballspieler
- Sieghardt Rupp (1931–2015), Schauspieler
- Eugen Russ (* 1961), Medienunternehmer, Verleger Russmedia
- Hanni Rützler (* 1962), Ernährungswissenschaftlerin

## S
- Elke Sader (* 1955), Landespolitikerin
- Stefan Sagmeister (* 1962), Grafikdesigner und Typograf
- Greta Saur (1909–2000), Malerin der Nouvelle Ecole de Paris
- Herbert Sausgruber (* 1946), Landeshauptmann von Vorarlberg; lebt in Höchst
- Hans Sauter (1925–2014), Kunstturner und Trainer
- Franz Schaffgotsch (1902–1942), Maler, Grafiker
- Adolf Scheffknecht (1914–1941), Turner
- Werner Schlegel (1908–1945), Fotograf, Kreishauptstellenleiter der NSDAP und SA-Sturmführer
- Dominik Schmid (* 1989), Handballspieler
- Manuel Schmid (* 1993), Handballspieler
- Wolfgang Schmid (* 1968), österreichischer Hörspiel- und Drehbuchautor
- Eva Schmidt (* 1952), Schriftstellerin
- Heinrich G. Schneeweiß (* 1930), Schriftsteller und Übersetzer
- Anton Schneider (1777–1820), Rechtsanwalt und Freiheitskämpfer
- Robert Schneider (* 1961), Schriftsteller (Schlafes Bruder)
- Veronika Schubert (* 1981), Filmemacherin, Animatorin und bildende Künstlerin
- Chiara-Belinda Schuler (* 2001), Leichtathletin
- Fritz Schuler (* 1944), Politiker (FPÖ) und Rechtsanwalt
- Christine Schwarz-Fuchs (* 1974), Unternehmerin und Politikerin (ÖVP)
- Norbert Sieber (* 1969), Abgeordneter
- Erich Smodics (* 1941), österreichischer Maler
- Barbara Sotelsek (* 1974), Schauspielerin
- Leopold Stadelmann (1901–1981), Orgelbauer
- Maria Stromberger (1898–1957), Widerstandskämpferin in der Zeit der Nationalsozialisten
- Helmut Swozilek (* 1945), Historiker, Archäologe und Museumsleiter

## T
- Christoph Thoma (* 1973), Kulturmanager und Politiker
- Armin Thurnher (* 1949), Journalist, Publizist
- Eberhard Tiefenthaler (1933–1995), Romanist und Bibliothekar
- Karl Tizian (1915–1985), Politiker
- Lokman Topduman (* 1989), Fußballspieler und -trainer
- Hans Trippolt (1919–2012), Maler und Zeichner
- Paul Trüdinger (1895–1961), Schweizer Architekt
- Johann Anton Tscharner (1880–1955), Architekt

## U
- Christof Unterberger (* 1970), Cellist und Komponist
- Much Untertrifaller (* 1959), Architekt

## V
- Alfred Vogel (* 1972), Schlagzeuger und Musikproduzent
- Karl-Michael Vogler (1928–2009), Schauspieler
- Ernst Volkmann (1902–1941), Kriegsdienstverweigerer

## W
- Rudolf Wacker (1893–1939), Maler
- Bernhard Weber (* 1963), Politiker (GRÜNE), Musiker und Kommunikationsberater
- Robert Weber (* 1985), Handball-Nationalspieler
- Thomas Weber (* 1987), Handball-Nationalspieler
- Georg Wegelin (1558–1627), Abt von Weingarten
- Ludwig Welti (1904–1971), Historiker und Landesarchivar
- Peter Hagen-Wiest (* 1977), Koch
- Fritz Winckel (1907–2000), Akustiker
- Franz Winkler (1906–1962), Komponist und Musiker
- Martin Winkler (* 1968), Opernsänger
- Ernst Winsauer (1890–1962), Landeshauptmann Vorarlbergs
- Werner Winsauer (1928–2010), Politiker
- Laurentius Wocher (1856–1895), Abt von Wettingen-Mehrerau
- Markus Wolfahrt (* 1960), Musiker, Leiter der Klostertaler
- Alfred Wopmann (* 23. November 1936 in Wels) österreichischer Theaterregisseur und Intendant der Bregenzer Festspiele von 1983 bis 2003.
- Eugen Wörle (1909–1996), Architekt
- Konrad Wurst (* 1998), Handballspieler

## Y
- Erkin Yalcin (* 2004), Fußballspieler

## Z
- Alfred Zangerl (1892–1948), Künstler
- Boris Zivkovic (* 1992), Handballspieler
- Anton Zwisler (1888–1977), deutscher Ingenieur und Unternehmer